# Слънчев рогат гущер
Слънчевите рогати гущери (Phrynosoma solare) са вид дребни влечуги от семейство Phrynosomatidae.

## Разпространение
Разпространени са в пустините на северозападно Мексико и съседните части на Съединените американски щати.

## Описание
Те са гущери, достигащи 117 милиметра дължина на тялото с опашката.

## Хранене
Хранят се с насекоми, преди всичко с мравки.